# 勞拉·詹姆斯
蘿拉·詹姆斯（英語：Laura James，1990年11月18日—），美國模特兒，為《全美超級模特兒新秀大賽》第十九季冠軍。她來自美國纽约州。

## 全美超級模特兒新秀大賽
2012年，勞拉參與全美超級模特兒新秀大賽第十九季，成為冠軍。